# Исчезновение детей Соддеров
Исчезновение детей Соддеров (англ. Sodder children disappearance) — загадочное происшествие в ночь с 24 на 25 декабря 1945 года в городе Фейетвилл в Западной Виргинии (США), когда пропали без вести во время пожара в родительском доме пятеро детей. Судьба их так и осталась неизвестной. На протяжении 70 лет средства массовой информации активно обсуждали гипотезы их исчезновения.

## События происшествия
Семья Соддеров проживала в двухэтажном деревянном каркасном доме в двух милях (3,2 километра) к северу от города Фейетвилла.
Дети Соддера ожидали празднования Рождества 1945 года. Было уже 10 вечера, когда сестра Мэрион подарила малышам игрушки из магазина, в котором она работала. Пятеро малышей упрашивали мать позволить им немного посидеть и поиграть с ними (по другой версии, они вместе слушали радиопередачу). Мать разрешила, но напомнила Луису и Морису, что следует покормить коров и закрыть курятник, прежде чем ложиться спать. Старшие мальчики, Джон и Джордж-младший, отправились к этому времени на чердак, где находились их постели. В тот день они работали с отцом, который управлял небольшим предприятием по транспортировке угля, находящимся рядом с домом. Дженни Соддер сказала своим детям «Спокойной ночи» и уложила 2-летнюю Сильвию рядом с собой. Вскоре Джордж (англ. George Sodder) и его супруга Дженни Соддер, а также девять из их десяти детей заснули (их старший сын, Джо, которому исполнился 21 год, служил в армии во время Второй мировой войны и ещё не демобилизовался).
Дженни Соддер проснулась в первый раз в ту ночь вскоре после полуночи, когда зазвонил телефон в рабочем кабинете её мужа на первом этаже. Это была женщина, ошибшаяся номером. Дженни Соддер заметила, что свет на первом этаже ещё горит, а занавески на окнах открыты. Входная дверь была также открыта. Она увидела, как Мэрион заснула на диване в гостиной, и предположила, что остальные дети лежат наверху в постели. Она выключила свет, закрыла занавески, заперла дверь, вернулась в свою комнату и заснула. Спустя тридцать минут Дженни Соддер опять проснулась от стука на крыше, но снова заснула. Ещё через полчаса она проснулась в третий раз — на этот раз потому, что пахло дымом. Дженни выбежала из спальни и обнаружила, что дом охвачен пламенем. Огонь не позволил ей добраться до телефона. Она побежала обратно в спальню и разбудила мужа. Дженни Соддер также разбудила Мэрион, которая заснула на диване внизу, и попросила её вытащить Сильвию из дома. Затем она подошла к лестнице и закричала, чтобы разбудить остальную семью. Только Джордж и Джон, два старших мальчика, спустились. Джон закричал об опасности в одну из комнат, где обычно спали другие дети, и ему показалось, что он услышал, как они ответили. Он и Джордж начали помогать отцу бороться с огнём, а Дженни, Мэрион и Сильвия беспомощно находились снаружи, наблюдая, как в их доме быстро распространяется пламя. Пламя окружало лестницу, по которой никто уже не мог подняться. Джордж и его сыновья выбежали наружу, отчаявшись добраться до детей, находившихся наверху.
Джордж вновь попытался спасти детей. Он разбил окно, чтобы снова войти в дом, порезав при этом руку. Соддер не мог ничего видеть сквозь дым и огонь, которыми были охвачены комнаты внизу: гостиная и столовая, кухня, кабинет и спальня супругов. Он знал, что четверо его детей уже находятся в безопасности: 2-летняя Сильвия, чья кроватка была в их спальне, 17-летняя Мэрион и два сына, 23-летний Джон и 16-летний Джордж-младший. Он догадывался, что Морис (англ. Maurice, 14 лет), Марта (англ. Martha, 12 лет), Луис (англ. Louis, 9 лет), Дженни (англ. Jennie, 8 лет) и Бетти (англ. Betty, 5 лет) всё ещё должны были быть в доме на втором этаже, находясь в двух спальнях в обоих концах коридора, разделённых лестницей, которая теперь охвачена огнём.
Отец попытался залезть в дом, надеясь добраться до детей через верхние окна, но лестница, которую он всегда держал у дома, по неизвестной причине отсутствовала. Он попытался на грузовике подъехать к дому и затем подняться на него, чтобы добраться до окон. Но даже несмотря на то, что накануне два грузовика отлично работали, теперь ни один из них не заводился. Дочь Соддеров Мэрион побежала к соседнему дому, чтобы позвонить в пожарную службу Файетвилля, но сосед не сумел дозвониться до телефонного оператора. Ещё один сосед, проходивший мимо, увидел пламя, добрался до близлежащего кафе и позвонил оттуда, но опять же оператор не ответил. В ярости сосед приехал в город и наконец оттуда по телефону оповестил начальника пожарной охраны Ф. Дж. Морриса, который организовал сбор по системе «телефонного дерева»: один пожарный позвонил другому, который позвонил третьему. Пожарная часть находилась всего в двух с половиной милях от дома Соддеров, но экипаж прибыл лишь в 8 часов утра (в некоторых сообщениях говорится, что в 7 утра, другие утверждают, что в 9 утра), к этому времени дом Соддеров представлял из себя только холм пепла. Заминку вызвало и то, что Моррис не мог водить пожарную машину и ждал водителя. Праздник Рождества и уход молодых людей на войну привели к тому, что пожарная часть была плохо укомплектована и слабо обучена. Стив Крейкшанк, пожарный в Фейетвилле, отмечал: «Тогда было очень мало тренировок… Все были добровольцами, и у нас почти не было оборудования».

## Версии возникновения пожара и исчезновения детей

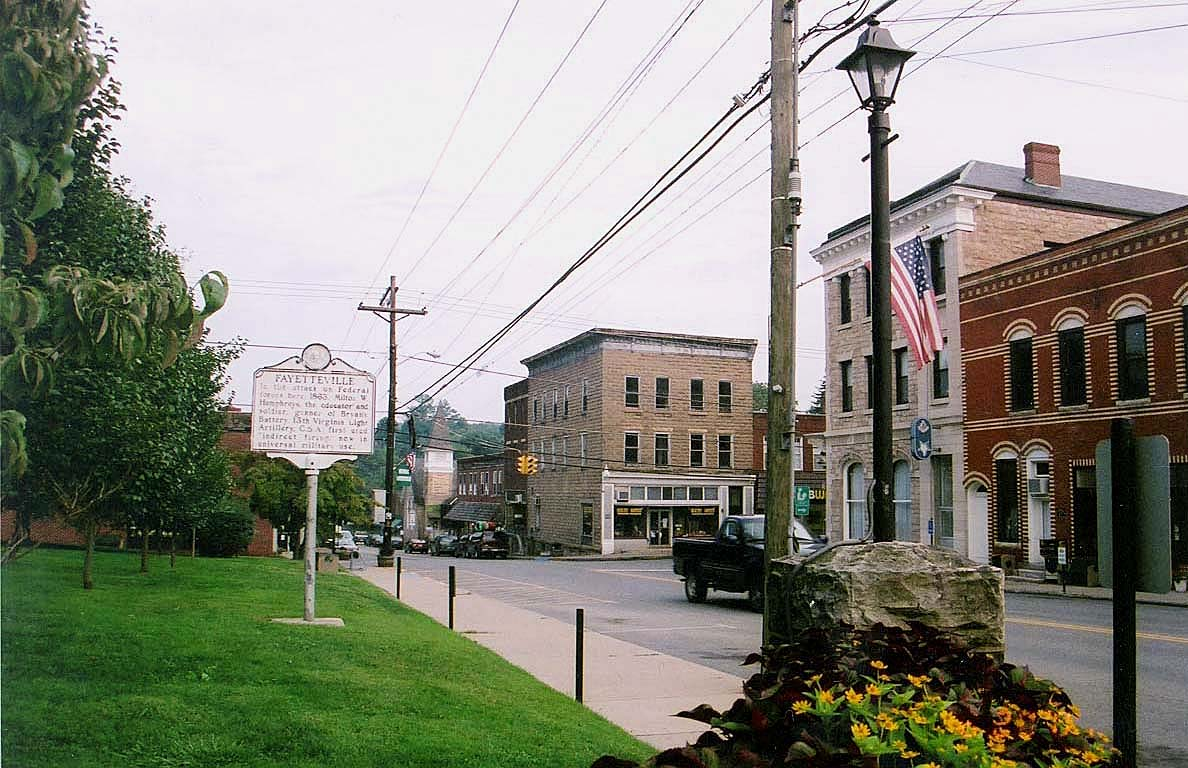
Центральная историческая часть Фейетвилла. Фотограф А. Э. Крейн

Джордж Соддер от рождения носил имя Джорджо Содду (итал. Giorgio Soddu), он родился в местечке Тула (итал. Tula), на Сардинии в 1895 году и иммигрировал в Соединенные Штаты в 1908 году, когда ему было 13 лет. Старший брат, который сопровождал его на остров Эллис, вернулся в Италию, оставив Джорджа одного. Соддер нашёл работу на железных дорогах Пенсильвании, доставляя воду и продукты питания для рабочих, а через несколько лет переехал в Смитерс, Западная Виргиния. Смекалистый и амбициозный, он сначала работал водителем, а затем запустил свою собственную компанию по грузоперевозкам, доставляя грунт для строительства, а затем осуществляя перевозки угля. Однажды он в местном магазине под названием Music Box встретил дочь его владельцев, Дженни Чиприани, которая приехала из Италии с родителями, когда ей было 3 года. Они заключили брак, в котором родилось с 1923 по 1943 год десять детей. Семья поселилась в Фейетвилле, штат Западная Виргиния, вблизи гор Аппалачи с небольшим, но активным итальянским иммигрантским сообществом. Соддеры воспринимались как «одна из самых уважаемых семей среднего класса». Джордж открыто высказывал мнение обо всём: от бизнеса до текущих событий политики, но почему-то сдержанно говорил о своей молодости. Он никогда не объяснял, что привело к эмиграции из Италии.

### Версии происхождения пожара
- Первой официальной версией стала неисправная электропроводка[5].
- Некоторые обстоятельства заставляли Соддеров задуматься о возможной причастности к возгоранию лиц, с которыми у семьи были в разное время конфликты. До 1943 года семья страховала дом у некоего агента Ф. Дж. (полное имя не раскрывалось долгое время полицией) за 1500 долларов США, но он увеличил эту сумму до 1750 долларов без их ведома. В результате ссоры договор о страховке был расторгнут. За шестьдесят дней до пожара Ф. Дж. предложил Соддерам застраховать жизни своих детей, но они отказались. Страховщик предупредил Джорджа, что его дом «будет охвачен дымом… и его дети погибнут». Он объяснил свои слова «грязными замечаниями, которые Соддеры делали о Муссолини». Джордж действительно откровенно рассказывал о своей неприязни к итальянскому диктатору, иногда вступая в горячие споры с другими членами итальянской общины Фейетвилла, которые не разделяли его политическую позицию, поэтому он серьёзно отнёсся к угрозам этого человека[3].

Другой посетитель, якобы ищущий работу, обошёл дом, указал на два предохранителя и предупредил Джорджа, что есть угроза их возгорания. Это вызвало удивление у Джорджа, поскольку он только что отремонтировал дом, когда в нём была установлена электрическая плита. Электрическая компания заверила семью, что никакой угрозы не существует. Старшие сыновья Соддеров также вспомнили необычное событие: перед Рождеством они заметили человека, припарковавшего свой автомобиль у 21 национального шоссе, он пристально наблюдал за младшими детьми, когда они возвращались из школы.
Телефонный мастер сказал Соддерам, что их телефонный провод, похоже, был перерезан, а не пережжён. Соддеров смущал также вопрос: если пожар был вызван неисправной проводкой, то почему во время пожара свет продолжал гореть на первом этаже? Некий человек, который был свидетелем пожара, сказал, что увидел, как с места происшествия взяли блок и снасти, используемые для снятия автомобильных двигателей — таль. Позже тот самый человек признал себя виновным в их краже, но заявил, что ничего не знает о пожаре. Он признал, что перерезал провода, ведущие к дому, полагая, что они являются линиями электропередачи. Однако телефонные линии были отрезаны в 14 футах над землёй и в двух футах от предохранителей. Лестница, которая исчезла в день пожара, была обнаружена на расстоянии более 75 футов от обычного её местонахождения.
Сами Соддеры были убеждены, что пожар в их доме начался с крыши. Водитель ночного автобуса, проезжавшего мимо дома, сообщил, что видел, как неизвестные бросают «шары огня» на крышу дома Соддеров. Дочь Соддеров Сильвия спустя три месяца после пожара обнаружила тёмно-зелёный жёсткий резиновый объект возле сгоревшего дома. Некоторые полагали, что это своего рода бомба (Джордж Соддер считал её напалмовой).

### Версии судьбы детей
- После пожара прошёл короткий неофициальный обыск, но вместо скелетов, которые ожидали найти, пожарные обнаружили лишь несколько костей и кусков внутренних органов. Семье Соддеров вообще не сообщили, что что-то найдено. Поскольку было Рождество, более тщательный поиск был отложен, родителям было отдано распоряжение не трогать место пожара, это распоряжение они вскоре нарушили[8]. Первоначально официальной версией была гибель пяти детей в ходе пожара[5]. Во время пожара возле дома находилась целая толпа соседей, один из них воскликнул, что видит лицо ребёнка среди пламени в одном из верхних окон[3]. Эксперт, однако, утверждает, что это вряд ли возможно и, когда маленькие дети чувствуют жар и запах дыма, они прячутся[8]. Джордж Соддер использовал свой подвал в качестве временного гаража. Полицейские сообщения показывали, что там он хранил 55-галлоновые баки с бензином. Один пожарный, оказавшийся свидетелем событий, утверждал, что когда Соддеры покрывали грунтом ещё тлеющие угли, они непреднамеренно создали печь, которая усилила процесс кремации[3].
- Джордж и Дженни также предположили первоначально, что пятеро их детей уже мертвы, но поиск их останков не принёс никаких результатов. Начальник пожарной охраны Моррис утверждал (уже в 10:00 в день пожара), что пламя было настолько жарким, что полностью кремировало тела. 29 декабря, через четыре дня после пожара, Соддеры использовали бульдозеры для закрытия места пожара пятью футами грунта. Они планировали создать здесь домашний мемориал и высадить здесь цветы в качестве живого памятника детям, которые, как они полагали, погибли. Коронер 30 декабря подписал пять свидетельств о смерти, определив причины смерти как «огонь или удушение», а причиной самого пожара назвав неисправную проводку. Соддеры, однако, именно в это время начали задаваться вопросом, не были ли их дети всё ещё живы[4][5].

Дженни Соддер с сыном Джоном, 1920-е годы

Дженни не могла понять, как пять детей могли погибнуть в огне и от них не осталось ни костей, ни плоти. Она провела собственный эксперимент, сжигая как кости, так и суставы животных (кур, коровы и свиньи), чтобы увидеть, как воздействует на них огонь. Каждый раз оставались так и не сгоревшие элементы. Сотрудник крематория в частной беседе сообщил ей, что кости сохраняются даже после сжигания тел в течение двух часов при 2000 градусов по Фаренгейту. Дом Соддеров сгорел за 45 минут.
Появились свидетельства видевших детей после пожара. Женщина, управляющая отелем между Фейетвиллом и Чарльстоном, примерно в 50 милях к западу, сказала, что увидела детей утром следующего дня после пожара. «Я подала им завтрак», — сказала она полиции. — «На стоянке была машина с номерными знаками Флориды». Женщина в отеле «Чарльстон» увидела детские фотографии в газете и сказала, что видела четырёх из пяти где-то в течение недели после пожара. «Детей сопровождали две женщины и двое мужчин, все они были итальянцами», — сказала она в своём заявлении. «Я не помню точной даты. Однако вся их группа зарегистрировалась в отеле и осталась в большой комнате с несколькими кроватями. Они зарегистрировались около полуночи. Я попыталась пообщаться с детьми, но взрослые были настроены враждебно и отказались разрешить мне поговорить с этими детьми… Один из мужчин посмотрел на меня с ненавистью; он обернулся и быстро начал говорить по-итальянски. Сразу же вся группа перестала разговаривать со мной. Я почувствовала негативную реакцию и больше ничего не сказала. На следующий день они уехали рано утром».
В 1947 году Джордж и Дженни отправили письмо по делу о пропаже пятерых детей в Федеральное бюро расследований и получили ответ от Дж. Эдгара Гувера: «Хотя я хотел бы быть полезным, связанный с этим вопрос носит локальный характер и не попадает в следственную юрисдикцию бюро». Агенты Гувера заявили, что они будут помогать, если смогут получить разрешение от местных властей, но полиция и пожарные службы Фейетвилла отклонили это предложение. ФБР всё же приступило к расследованию этого дела в 1950 году, но в 1952 году оно было прекращено.
Соддеры обратились к частному детективу C. C. Тинсли, который обнаружил, что страховой агент, угрожавший Джорджу, по случайному стечению обстоятельств был членом жюри коронера, который посчитал пожар случайным. Он также услышал странную историю о Ф. Дж. Моррисе. Хотя Моррис утверждал, что никаких останков не обнаружено, он, предположительно, признался, что обнаружил «сердце» в пепле. Он спрятал его в коробке и похоронил. Тинсли убедил Морриса показать им место захоронения. Вместе они выкопали коробку и направились к местному эксперту, который осмотрел «сердце» и пришёл к выводу, что это была говяжья печень, не тронутая огнём. Вскоре после этого распространились слухи, что начальник пожарной службы проговорился, что содержимое ящика не было обнаружено в огне вообще, что он похоронил говяжью печень в щебне в надежде, что находка каких-либо останков успокоит семью Соддеров и остановит расследование.
Джордж Соддер однажды увидел газетную фотографию школьников в Нью-Йорке и был убеждён, что одна из запечатлённых на фотографии — его дочь Бетти. Он поехал в Манхэттен в поисках ребёнка, но родители девочки отказались поговорить с ним. В августе 1949 года Соддеры решили провести новый поиск на месте пожара и привезли из Вашингтона патологоанатома Оскара Б. Хантера. Раскопки были чрезвычайно тщательными, открыв несколько мелких предметов: повреждённые монеты, частично сожжённый словарь и несколько осколков позвонков. Хантер отправил кости в Смитсоновский институт, в котором был опубликован следующий отчёт:

«Человеческие кости состоят из четырёх поясничных позвонков, принадлежащих одному человеку… возраст этого человека в момент смерти должен составлять 16 или 17 лет. Верхний предел возраста должен составлять около 22… Исходя из этого, кости показывают большее развитие скелета, чем можно было бы ожидать у 14-летнего мальчика (самого старшего из исчезнувших детей Соддера). Тем не менее, возможно, хотя это и трудно представить, что они принадлежат мальчику в возрасте 14—17 лет, имеющему зрелость 16—17-летнего возраста».— Карен Эббот. Дети, которые исчезли в дыму. Трагическая рождественская тайна остаётся нераскрытой более 60 лет после исчезновения пяти юных братьев и сестёр
На позвонках не было найдено свидетельств воздействия огня, говорится в докладе, и «очень странно, что никаких других костей не было обнаружено при якобы тщательном обследовании остатков подвала дома». Отмечая, что дом, по сообщениям, сгорел всего примерно за полчаса или около того, доклад утверждал, что «можно было бы ожидать, что сохранятся все скелеты пяти детей, а не только четыре позвонка». Кости, заключалось в отчёте, скорее всего, попали в подвал с грунтом, который Джордж использовал для заполнения подвала при создании мемориала своим детям. Соддеры и их детектив позже решили, что кости были взяты из могилы с кладбища на горе Хоуп, но никаких мотивов похищения частей скелета из неопознанной могилы так и не было установлено.

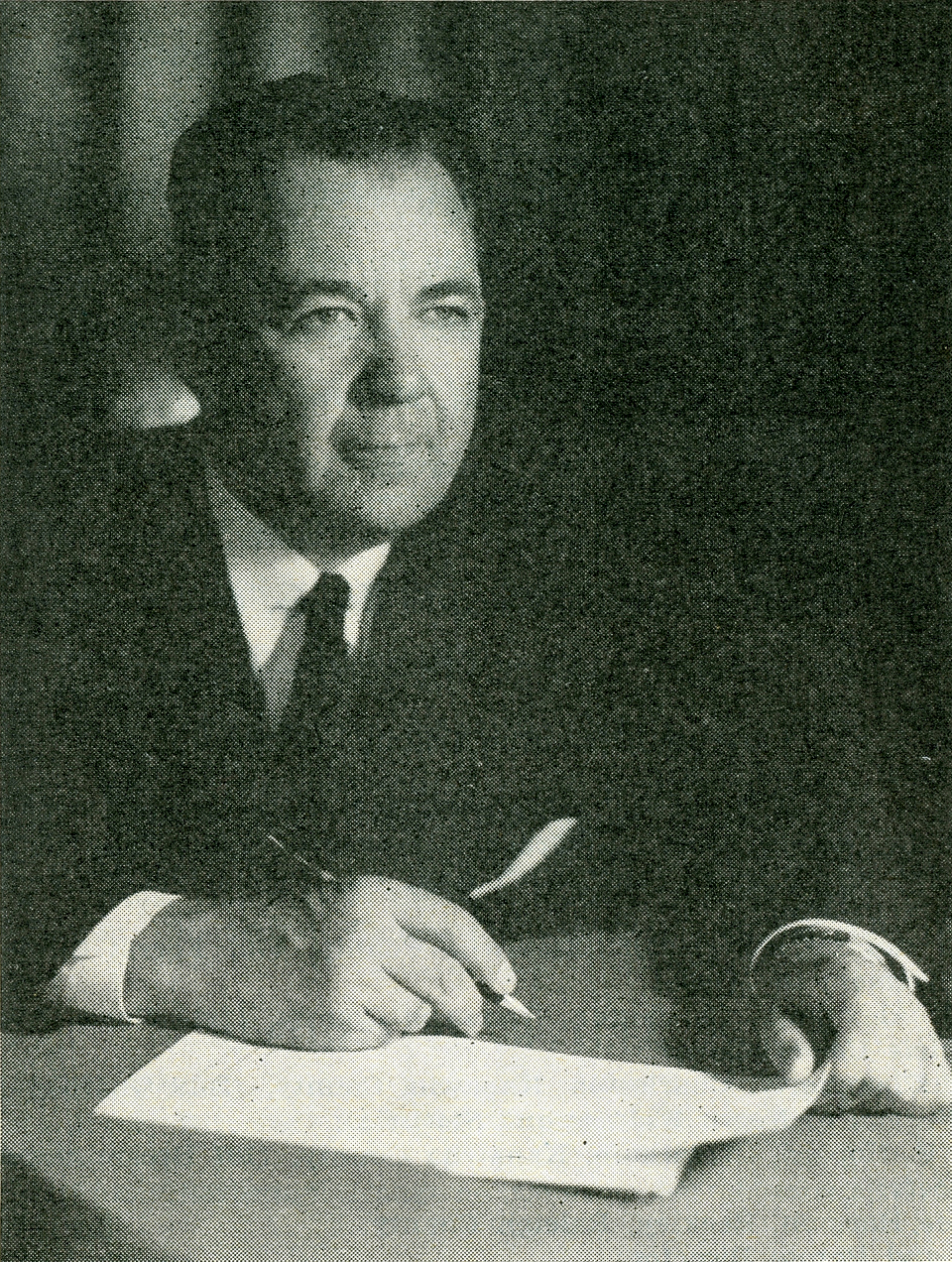
Оки Л. Паттесон в 1951 году

Смитсоновский доклад вызвал два судебных слушания в Чарлстоне, после чего губернатор Оки Л. Паттесон и суперинтендант полиции У. Э. Бэрчетт приняли решение, что попытки установить истину были «безнадёжными», и объявили дело закрытым. Невзирая на это, Джордж и Дженни установили рекламный щит вдоль маршрута 16 и отпечатали листовки, предлагая вознаграждение в размере 5000 долларов за информацию, ведущую к обнаружению их детей. Вскоре они увеличили сумму до 10 000 долларов. Письмо прибыло от женщины, жившей в Сент-Луисе, где говорилось, что старшая девочка, Марта, якобы находится в монастыре. Другое сообщение пришло из Техаса, где хозяин в баре подслушал разговор о событиях в Западной Виргинии. Какой-то человек из Флориды утверждал в беседе, что дети находятся с дальним родственником Дженни. Джордж путешествовал по стране, чтобы проверить каждое сообщение, всегда возвращаясь домой без результата.
В 1967 году семья получила письмо от женщины из Хьюстона, штат Техас, которая написала, что пьяный молодой человек утверждал, что он Луи Соддер. Джордж Соддер в сопровождении своего зятя поехал в Техас. Женщина, написавшая письмо, отказалась поговорить с ними. Соддер сам отследил этого человека и его брата, но усилия оказались бесполезными.

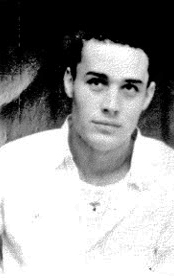
Фотография 1967 года, запечатлевшая Луиса Соддера (?)

В 1968 году, спустя более 20 лет после пожара, Дженни отправилась на почту и получила конверт, адресованный ей. Он был отмечен в Кентукки, но не имел обратного адреса. Внутри была фотография человека в возрасте около 25 лет. На его оборотной стороне была приписка, написанная от руки, которая гласила: «Луис Соддер. Я люблю брата Фрэнки. Илил Бойз. A90132 или 35» (англ. «Louis Sodder. I love brother Frankie. ilil Boys. A90132 or 35»). Дженни и Джордж не могли отрицать сходство с их Луисом, которому было 9 лет во время пожара: тёмные вьющиеся волосы, тёмно-карие глаза, прямой нос, наклон левой брови. Они снова наняли частного детектива и отправили его в Кентукки. Результата это не принесло. Соддеры боялись, что, если они опубликуют письмо или название города на почтовом штемпеле, они могут нанести вред их сыну. Вместо этого они внесли поправки в рекламный щит, включив обновлённое изображение Луиса.
Джордж умер примерно через год, в том же 1968 году. Дженни со времени пожара носила только одежду чёрного цвета, как знак траура, до своей смерти в 1989 году. Её дети и внуки продолжили расследование и создали свои собственные теории:
- Местная мафия пыталась нанять Соддера, но он отказался, дети так и не смогли связаться со своими родителями, так как хотели защитить их от всесильной преступной организации[5]. Дети были вывезены в Италию[8].
- Рэкетиры пытались вымогать у него деньги, и он отказался[5]. Юноша (который позже был признан душевнобольным) сказал Соддерам, что детей убили и сбросили в расположенный поблизости колодец[3].
- В 1960-х годах была предпринята попытка установить связь между пропавшими без вести детьми и убийствами «безумного мясника из Кингсбери-Ран», происходившими в 1930-е годы[3].
- Дети были похищены кем-то, кого они знали. Он ворвался в разблокированную входную дверь, рассказал им о пожаре и предложил помощь[5].
- У Дженни Соддер был брат по имени Фрэнк Чиприани во Флориде, и она предполагала возможность того, что он забрал детей. Полиция в Майами проверила все необходимые документы, чтобы доказать, что все дети в семье Чиприани были его собственными[3].

Большой интерес к событию проявили писатели и журналисты, специализирующиеся на загадочных и необъяснимых событиях и признанные в кругах уфологов крупными специалистами по паранормальным явлениям. Так, случай с исчезновением детей Соддеров подробно анализировал в своей статье американский журналист и писатель, запустивший в массовой культуре термин «Люди в чёрном» (англ. «Men in Black»), Джон Киль. Целую главу в книге «Духи Рождества: Тёмная сторона праздников» посвятила ему номинант на премию Государственного исторического общества штата Иллинойс Сильвия Шульц. И Киль, и Шульц признавали загадочность исчезновения детей, но не пытались объяснить его. Так, Шульц писала:

«В этой истории нет призраков, только неразрешимая тайна. Нет призраков, только два скорбящих родителя, потерявших половину своей семьи в одну ужасную ночь. Нет призраков, если вы не будете считать ими пять молодых лиц, которые смотрели торжественным взглядом с рекламного щита в течение многих лет на шоссе Западной Виргинии. Нет призраков… только вопросы».— Сильвия Шульц. Духи Рождества: Тёмная сторона праздников
Самая юная и последний живущий в настоящее время ребёнок Соддеров, Сильвия, которой к 2012 году было 69 лет (во время происшествия ей исполнилось лишь 2 года), продолжает считать, что её братья и сёстры не погибли в огне. Она посещала сайты, посвящённые исчезнувшим людям, общалась с людьми, которых интересовала тайна её семьи, продолжая разыскивать исчезнувших.

## Комментарии
1. ↑  Таль — простейший компактный грузоподъемный механизм, установленный стационарно (подвешенный к конструкции)[6].